# Craze

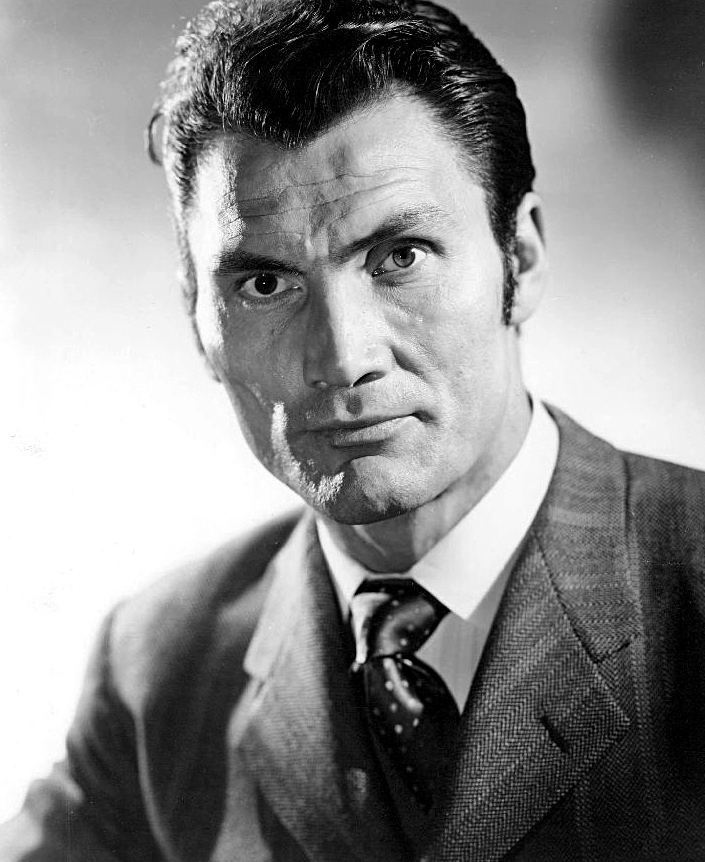
Jack Palance

Craze (No Brasil, Demência) é um filme  britânico de 1974, dos gêneros terror e suspense, dirigido por Freddie Francis e estrelado por Jack Palance.

## Sinopse
Negociante de antiguidades psicótico sacrifica mulheres para uma divindade africana.

## Elenco
- Jack Palance ... Neal Mottram
- Diana Dors ... Dolly Newman
- Julie Ege ... Helena
- Edith Evans ... Aunt Louise
- Hugh Griffith ... Solicitor
- Trevor Howard ... Bellamy
- Suzy Kendall ... Sally
- Michael Jayston ... Wall
- Martin Potter ... Ronnie
- Percy Herbert ... Detetive Russet
- David Warbeck ... Detetive Wilson
- Kathleen Byron ... Muriel Sharp